# Limas Sweed
Limas Sweed (født 25. december 1984 i Brenham, Texas, USA) er en tidligere amerikansk footballspiller, der spillede tre sæsoner i NFL som wide receiver for Pittsburgh Steelers. Han blev draftet til ligaen af Steelers i 2008.

## Klubber
- 2008-2010: Pittsburgh Steelers